# Comuna Bahacivka, Krîve Ozero
Bahacivka (în ucraineană Багачівка) este o comună în raionul Krîve Ozero, regiunea Mîkolaiiv, Ucraina, formată din satele Bahacivka (reședința), Mala Bahacivka și Mîkolaiivka.

## Demografie
Componența lingvistică a comunei Bahacivka
     Ucraineană (94,34%)
     Rusă (2,73%)
     Română (2,26%)
     Alte limbi (0,66%)
Conform recensământului din 2001, majoritatea populației comunei Bahacivka era vorbitoare de ucraineană (94,34%), existând în minoritate și vorbitori de rusă (2,73%) și română (2,26%).